# Al lago con papà
Al lago con papà (The Lake) è una serie televisiva canadese creata da Julian Doucet.
Di genere commedia, la serie è stata creata da Julian Doucet e distribuita da Prime Video. Si tratta della prima serie canadese prodotta da Amazon e ha debuttato il 17 giugno 2022, dopo che i primi due episodi hanno ricevuto una proiezione in anteprima presso l'Inside Out Film and Video Festival del 2022.

## Trama
Dopo essere tornato dall'Australia in seguito alla rottura con il suo partner di lunga data, Justin ha intenzione di riallacciare i rapporti con la figlia adolescente che ha dato in adozione anni prima. I suoi piani per creare nuovi ricordi con la figlia presso il cottage di famiglia vanno male quando scopre che suo padre l'ha in realtà lasciato alla sua sorellastra perfettina, Maisy-May.

## Episodi
| Stagione         | Episodi | Pubblicazione USA | Pubblicazione Italia |
| ---------------- | ------- | ----------------- | -------------------- |
| Prima stagione   | 8       | 2022              | 2022                 |
| Seconda stagione | 8       | 2023              | 2023                 |

## Personaggi e interpreti

### Personaggi principali
- Justin, interpretato da Jordan Gavaris, doppiato da Emanuele Ruzza.
Un uomo gay che torna in Canada dall'Australia per riconnettersi con sua figlia.[2]
- Maisy-May, interpretata da Julia Stiles, doppiata da Barbara De Bortoli.
La sorellastra di Justin.[2]
- Billie, interpretata da Madison Shamoun, doppiata da Luna Iansante.
La figlia adolescente di Justin, che lui ha dato in adozione.[2]

### Personaggi ricorrenti
- Killian Lin, interpretato da Jared Scott, doppiato da Matteo Garofalo.
- Victor Lin, interpretato da Terry Chen, doppiato da Andrea Lavagnino.
- Riley, interpretato da Travis Nelson, doppiato da Gabriele Vender.
- Jayne, interpretata da Natalie Lisinska, doppiata da Francesca Manicone.
- Wayne, interpretato da Jon Dore, doppiato da Riccardo Scarafoni.
- Ulrika, interpretata da Carolyn Scott, doppiata da Antonella Giannini.
- Opal Lin, interpretato da Declan Whaley, doppiato da Valeriano Corini.

## Produzione
All'inizio di agosto 2021, Amazon ha ordinato la sua prima serie originale canadese, The Lake. Julian Doucet è sceneggiatore e produttore esecutivo, mentre Michael Souther e Teza Lawrence sono produttori esecutivi della serie. Nel maggio 2022, è stato confermato che i due registi degli episodi sarebbero stati Jordan Canning e Paul Fox.
La trama si basa in parte sulla vita del creatore della serie, Julian Doucet.
Con l'annuncio della serie, Jordan Gavaris, Julia Stiles e Madison Shamoun sono stati selezionati come protagonisti. Fanno parte del cast anche Jon Dore, Carolyn Scott, Natalie Lisinska, Travis Nelson, Declan Whaley e Terry Chen.
Le riprese sono iniziate il 5 agosto 2021 a North Bay in Ontario, e si sono concluse il 1º settembre 2021.
Il 13 luglio 2022 la serie è stata rinnovata per una seconda stagione.
Il 7 gennaio 2023, il protagonista Jordan Gavaris ha confermato su Instagram che la cancellazione della serie dopo due stagioni.

## Distribuzione
La prima stagione di Al lago con papà è stata pubblicata su Amazon Prime Video il 17 giugno 2022, mentre la seconda stagione è stata resa disponibile il 9 giugno 2023.